# Irena Ratuszyńska
Irena Ratuszyńska (ur. 4 marca 1954 w Odessie, zm. 5 lipca 2017 w Moskwie) – rosyjska poetka i pisarka polskiego pochodzenia, nauczyciel akademicki, działaczka opozycji demokratycznej w ZSRR.

## Życiorys
Ukończyła filozofię na Uniwersytecie w Odessie i pracowała w tym mieście jako wykładowca Wyższej Szkoły Pedagogicznej. Wyrzucona została z tej uczelni z przyczyn politycznych. W 1981 podpisała wraz z mężem (Igorem Gieraszczenko) list protestacyjny w obronie Andrieja Sacharowa. 10 grudnia 1981 zatrzymana za udział w demonstracji na Placu Puszkina w Moskwie. 17 września 1982 aresztowana przez KGB. W marcu 1983 skazana na siedem lat łagru i pięć lat zesłania. W ciągu pierwszych dwóch lat odbywania kary spędziła w karcerze 138 dni, karmiona jedynie chlebem i lodowatą wodą przy temperaturze 10-12 °C. Ofiarnie opiekowała się innymi więźniami. Wielokrotnie dotkliwie pobita. We wrześniu 1985 sześć współwięźniarek opublikowało w prasie zachodniej list na temat losów Ratuszyńskiej. W 1986 zwolniona na kilka dni przed spotkaniem Reagan-Gorbaczow w Reykjavíku w ramach sowieckiej akcji propagandowej. Po międzynarodowych naciskach otrzymała zezwolenie na wyjazd ze Związku Radzieckiego.
Zmarła w Moskwie i została pochowana 8 lipca 2017 na Klimowskim cmentarzu miejskim w Podolsku.